# Listen In Awe
Listen In Awe es el tercer álbum de estudio del compositor argentino Patricio García (músico), lanzado el 6 de marzo de 2020, acompañado por el sencillo «KNKSHN». El álbum fue acompañado también previamente por videoclips de «Monotone Talk», «Anymore», «KNKSHN» y «En Una Burbuja». El álbum presentó varios nuevos desarrollos estilísticos e innovaciones. Fue publicado el 6 de marzo de 2020 exclusivamente en forma digital por Producciones En Pijama/Believe Digital.

## Trasfondo
Tras grabar Dios Me Ha Dicho Que Ponga la Bomba en 2008, García no había producido material pop nuevo. En ese tiempo incursionó en el cine y la televisión y compuso música para esos medios. También estrenó una obra de cámara para piano: Sonata Para Piano a Seis Manos. En julio de 2016 comenzó a trabajar en un nuevo álbum pop con métodos experimentales y el uso experimental de nuevas tecnologías, con la intención de ofrecer un acercamiento progresivo de la música pop.

## Grabación
La grabación comenzó en el estudio propio de García con utilización masiva de samples y MIDI. En 2017 se grabaron voces y guitarras en el estudio Cebolla de vidrio con la ingeniería de grabación de Luis Maderuelo. Más tarde se completó la grabación de voces en el estudio de Martín Villa. Patricio García y Martín Villa mezclaron el disco.

## Lista de canciones
Todas las canciones escritas y compuestas por Patricio García (músico), excepto donde esta anotado. 
| N.º   | Título                  | Duración |  |
| 1.    | «Sedici Emozioni»       | 5:06     |  |
| 2.    | «Little Prayer»         | 4:52     |  |
| 3.    | «En Una Burbuja»        | 4:06     |  |
| 4.    | «Monotone Talk»         | 4:56     |  |
| 5.    | «KNKSHN» (García/Villa) | 4:24     |  |
| 6.    | «Gloria»                | 3:23     |  |
| 7.    | «Anymore»               | 8:02     |  |
| 34:52 |                         |          |  |

## Personal
- Patricio García (músico): voz solista, segunda voz, armonía vocal; guitarra rítmica acústica en «Anymore»; MIDI; Samples; Flauta irlandesa en «Sedici Emozioni».

Producción
- Patricio García: producción
- Patricio García y Martín Villa: mezclas.
- Luis Maderuelo: ingeniero de sonido en «Little Prayer», «En Una Burbuja» y «Anymore»
- Luis Maderuelo: ingeniero de sonido en «Sedici Emozioni», y «Gloria».

Otros
- Patricio García y Diana García: diseño de la portada del álbum.
- Paula Carlino: fotografía promocional.